# Władysław Olearczyk
Władysław Robert Olearczyk (ur. 8 czerwca 1898 w Przemyślu, zm. 21 lutego 1970 w Cieszynie) – polski piłkarz, obrońca.
Sukcesy odnosił w Pogoni Lwów, której był długoletnim piłkarzem. W barwach tego klubu w 1922, 1923, 1925 i 1926 zostawał mistrzem Polski. W reprezentacji Polski debiutował 23 września 1923 w meczu z Finlandią. Łącznie w kadrze do 1925 roku rozegrał 4 spotkania. 
W 1937 był wiceprezesem sportowym klubu LKS Pogoń Lwów.

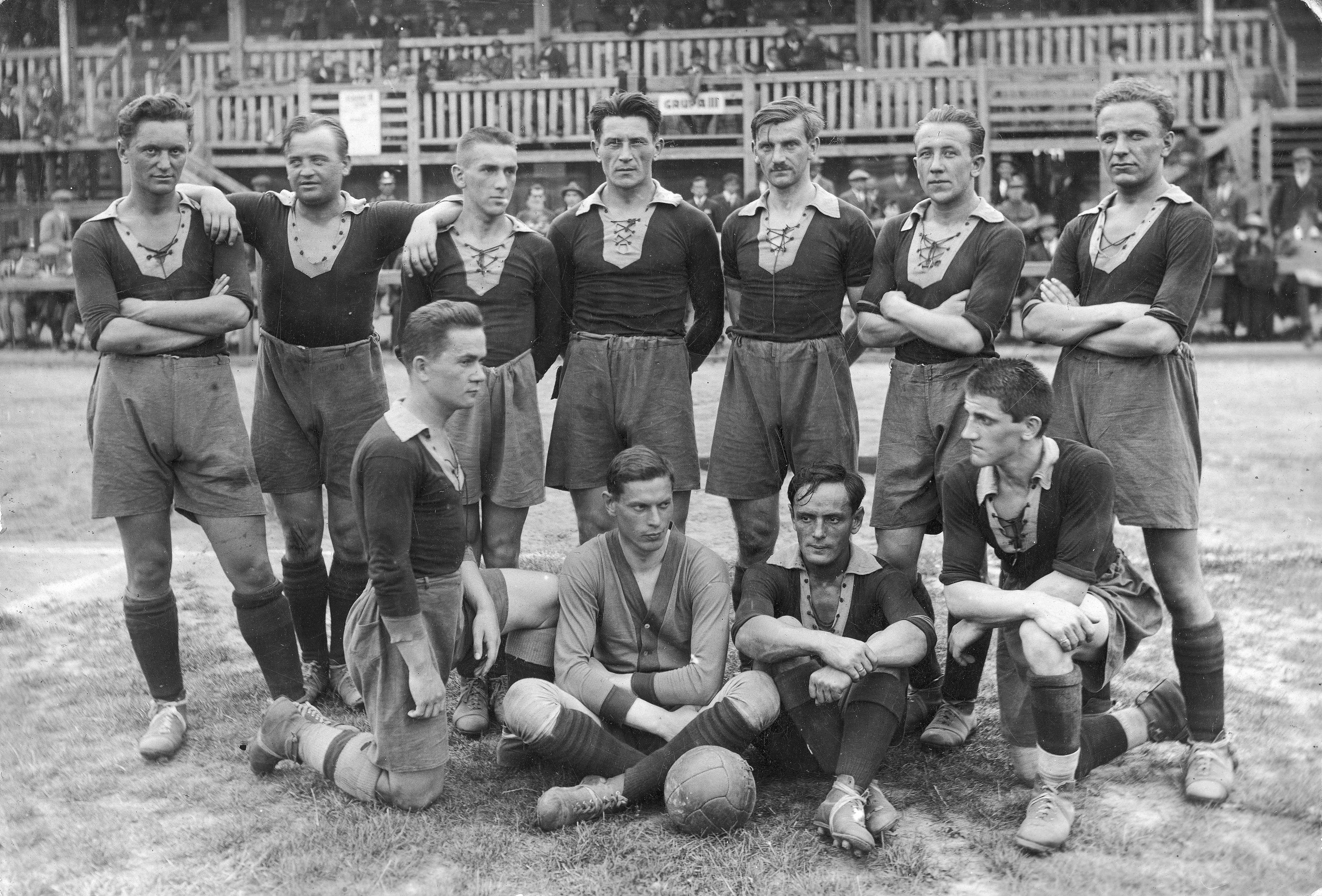
Pogoń Lwów, mistrz Polski z 1926 r., Olearczyk stoi pierwszy od lewej

Pochowany na cmentarzu przy ul. Katowickiej w Cieszynie.

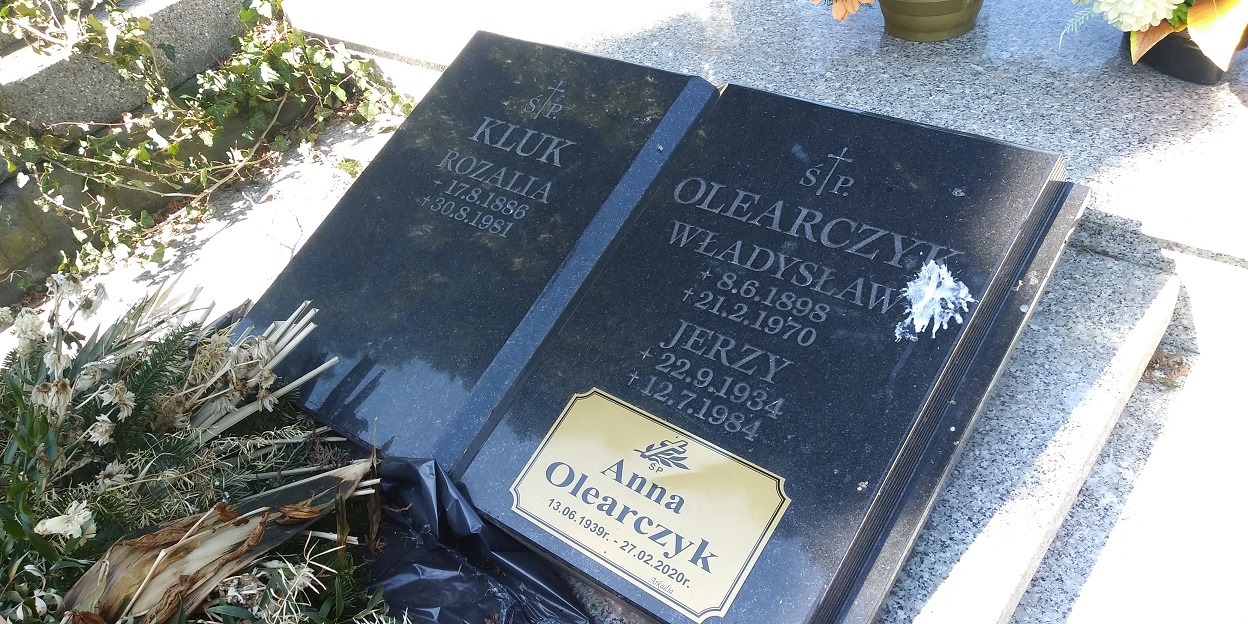
Grób Władysława Olearczyka przy ul. Katowickiej w Cieszynie.